# Howard (famiglia)

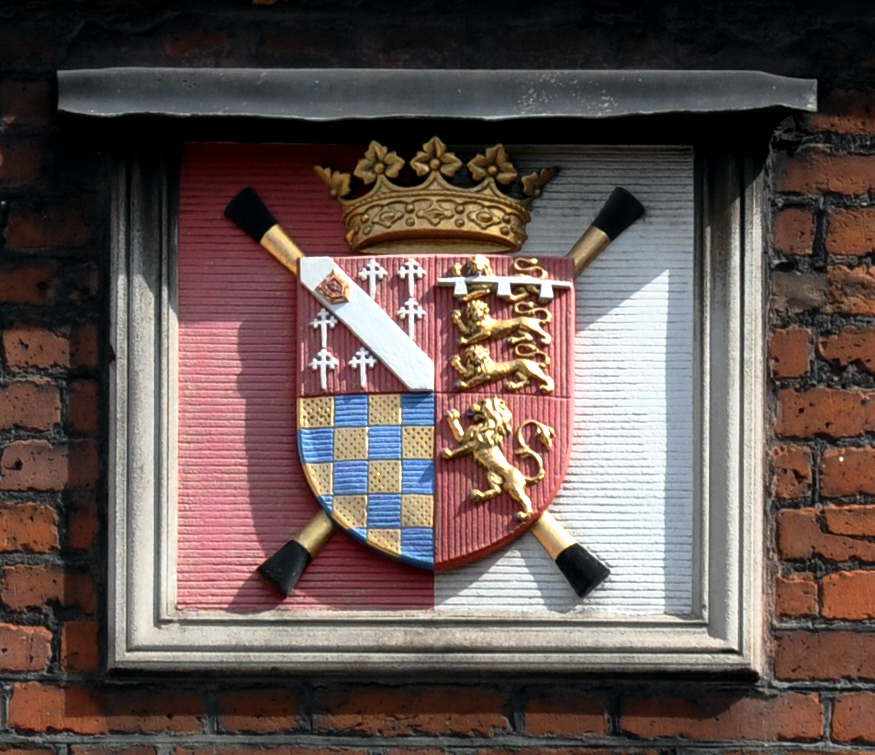
Lo stemma degli Howard, duchi di Norfolk, sul College of Arms di Londra

Impresa (badge) degli Howard

Gli Howard sono una nobile famiglia inglese il cui capostipite John Howard venne creato Duca di Norfolk dal re Riccardo III d'Inghilterra nel 1483.
La famiglia divenne nobile dal XV secolo e durante il Regno d'Inghilterra ebbe il titolo più alto tra la nobiltà.
Dopo lo Scisma anglicano molti Howard rimasero ancorati alla fede cattolica come tratto distintivo della famiglia; due membri, San Philip Howard e Beato William Howard sono ricordati come martiri dalla Chiesa cattolica.
La linea principale della dinastia, che mantiene il ducato di Norfolk, ha anche i titoli di Conte di Arundel, Conte del Surrey e Conte di Norfolk, e altre sei baronie.
Il titolo di Conte di Arundel fu ereditato nel 1580, quando gli Howard divennero eredi dell'estinta dinastia dei FitzAlan, antichi parenti degli Stuart, risalenti a quando la famiglia arrivò in Gran Bretagna dalla Bretagna. La moglie di Thomas Howard, IV duca di Norfolk era Mary FitzAlan, la quale dopo la morte del fratello Henry nel 1556 divenne unica erede delle proprietà di suo padre Henry FitzAlan, XIX conte di Arundel. Suo figlio Philip Howard fu il successivo Conte di Arundel. I discendenti di Thomas e Mary Howard hanno preso il cognome FitzAlan-Howard e, come residenza, il castello di Arundel. Esistono diversi rami cadetti della famiglia; tra quelli ancora esistenti si annoverano gli Howards di Effingham, gli Howards di Carlisle, gli Howards di Suffolk e gli Howards di Penrith. Le prime tre famiglie sono titolari di contee mentre l'ultima di una baronia.
Nella storia del Regno d'Inghilterra e della Gran Bretagna gli Howards hanno occupato un posto di primo piano. Vantando discendenze da Hereward il Fuorilegge che resistette alla conquista normanna, John Howard combatté fino alla morte nella Battaglia di Bosworth Field in difesa della causa Yorkista. La famiglia guadagnò poi i favori della dinastia Tudor dopo aver difeso l'Inghilterra dall'invasione della Scozia nella Battaglia di Flodden Field.
L'ambizione di Thomas Howard, III duca di Norfolk riuscì a porre sul trono d'Inghilterra sua nipote Anna Bolena, figlia di sua sorella Lady Elizabeth Howard, a causa della quale re Enrico VIII ripudiò la sua prima moglie Caterina d'Aragona, poi un'altra nipote Caterina Howard, anch'essa causa del ripudio della Duchessa tedesca e quarta consorte del re Anna di Clèves, venendo entrambe condannate a morte. Oltre a ciò, il Duca di Norfolk combinò con successo il matrimonio fra sua figlia Mary con il figlio bastardo del sovrano Henry FitzRoy, I duca di Richmond e Somerset.
Charles Howard, I conte di Nottingham prestò servizio come Lord ammiraglio della flotta inglese contro l'attacco dell'Invincibile Armata.
Il castello di Arundel è in possesso della famiglia dei Duchi di Norfolk da oltre 400 anni ed è classificato al primo grado nella lista dei Monumenti classificati

## Storia

### Origini

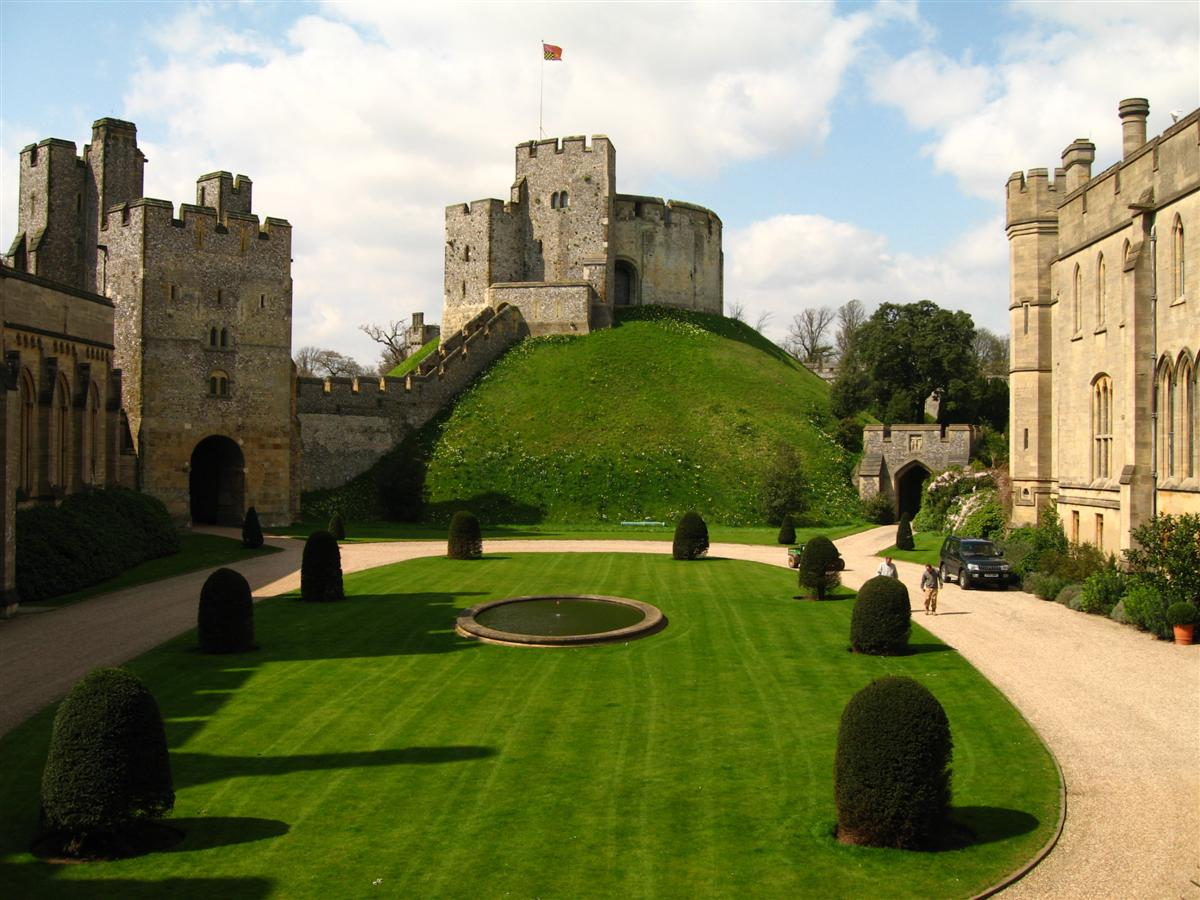
Castello di Arundel

Gli Howards dichiarano come loro antenato Hereward il Fuorilegge, originario del Regno di Mercia, che resistette alla conquista normanna dalla sua roccaforte sull'isola di Ely; da allora divenne un personaggio del folklore inglese.
Un antenato certo della famiglia fu Sir William Howard (?-1308), che figurava tra i membri della camera dei comuni nel Model Parliament del 1295. Suo figlio Sir John Howard divenne Sceriffo del Norfolk e del Suffolk. Sir John sposò  Joan di Cornovaglia, nipote di Riccardo di Cornovaglia tramite un suo figlio illegittimo Sir Richard de Cornwall.

### Duchi di Norfolk

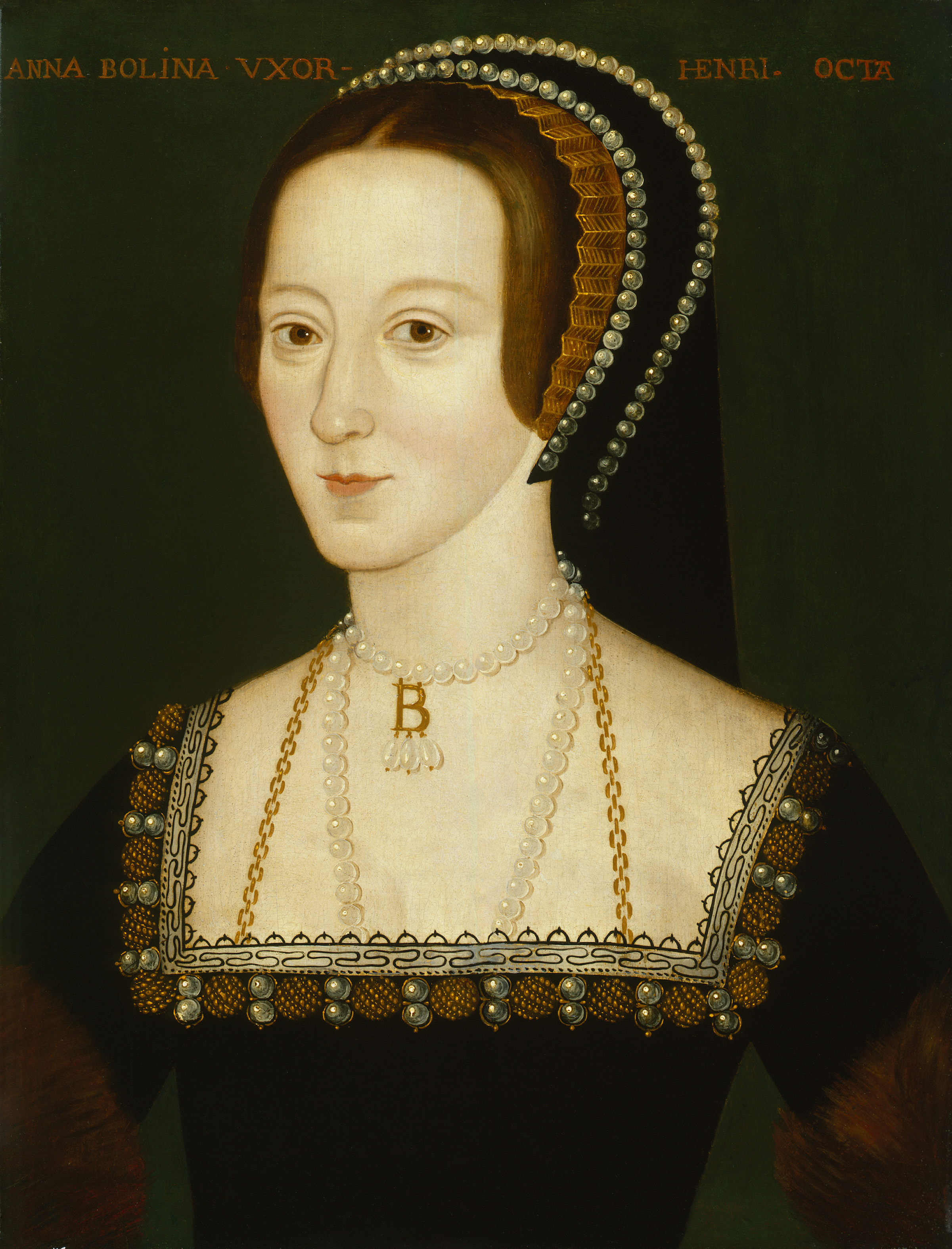
Anna Bolena

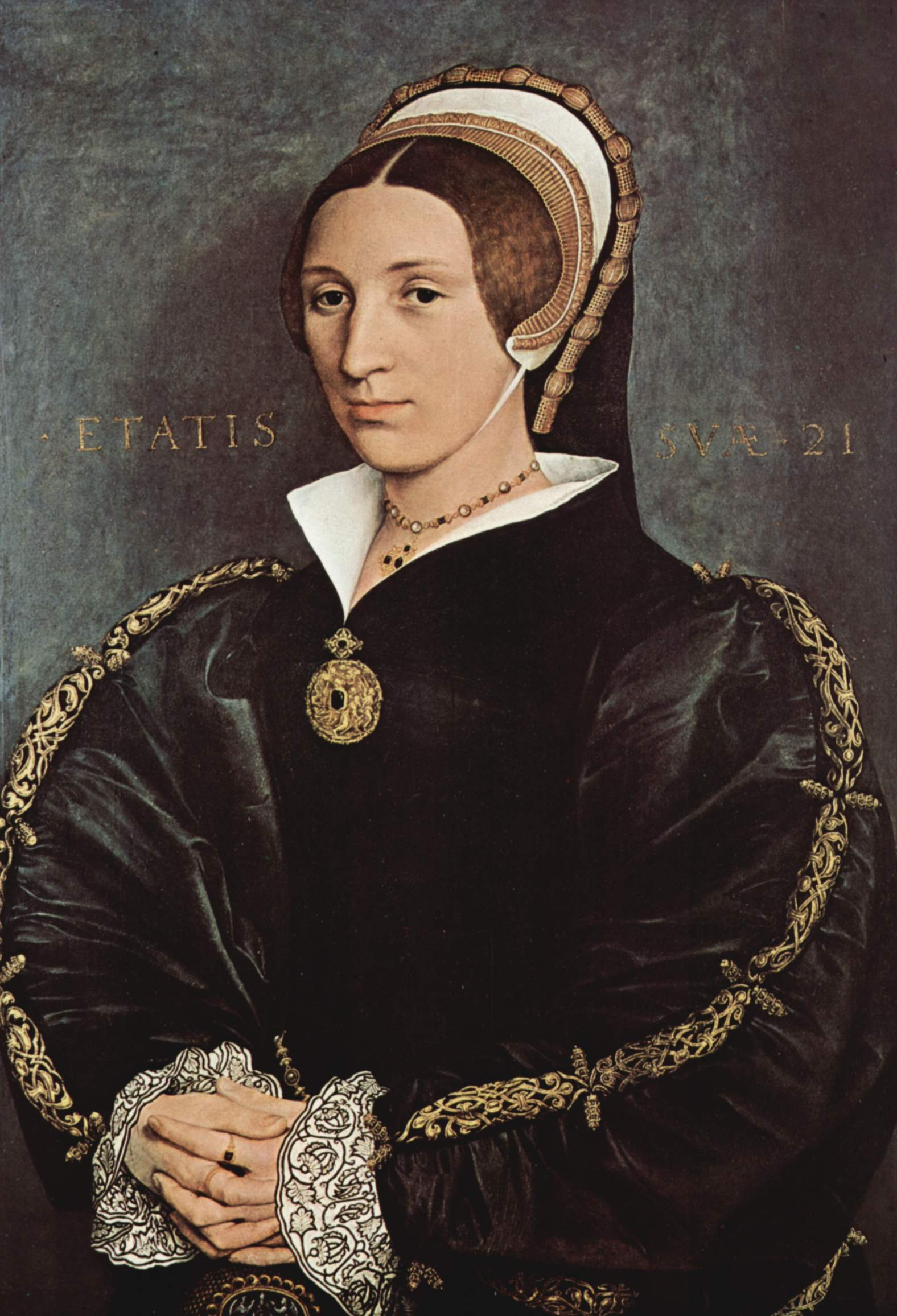
Catherine Howard

Un discendente di Sir William Howard, Sir Robert Howard, sposò Lady Margaret Mowbray, figlia di Thomas Mowbray, I duca di Norfolk (1366–1399). La famiglia Mowbray scomparve nel 1476. Anne Mowbray, erede dell'ultimo duca nonché giovanissima moglie del principino Riccardo, morì all'età di nove anni nel 1481; dopo aver dichiarato illegittimi i figli di suo fratello Edoardo IV d'Inghilterra tra cui anche Riccardo, Riccardo III d'Inghilterra creò Duca di Norfolk John Howard, figlio di Sir Robert e Lady Margaret. John Howard era già stato membro del parlamento come Lord Howard sotto il regno di Edoardo IV. Egli inoltre venne creato Conte maresciallo di Inghilterra. Il figlio ed erede di John, Thomas Howard, II duca di Norfolk, fu nonno di due regine inglesi: Anna Bolena e Catherine Howard, entrambe sfortunate mogli di Enrico VIII d'Inghilterra.

### XV e XVI secolo
La famiglia Howard fu una delle principali famiglie inglesi che continuò ad essere fedele alla chiesa cattolica dopo la Riforma inglese. Ciò comportò per la famiglia dover spesso rinunciare a sedere nella Camera dei lord. Ancora oggi appartengono alla religione cattolica.
Sia il ducato che la contea Maresciallato vennero ripetutamente tolte e ridate alla famiglia tra il XV e il XVI secolo. Prima che Carlo II d'Inghilterra restaurasse i titoli definitivamente, gli Howard avevano ereditato l'antico titolo di Conte di Arundel e creato ulteriori rami ancora esistenti.
Tali rami sono, in ordine di antichità genealogica:
- Baroni Howard di Penrith, che discendono dal fratello minore del dodicesimo duca;
- Conti di Suffolk e Berkshire, che discendono dal secondogenito del quarto duca;
- Conti di Carlisle, che discendono dal terzogenito del quarto duca;
- Conti di Effingham, che discendono dal quartogenito del secondo duca.

### Epoca recente
La regina Elisabetta II del Regno Unito è la prima monarca a discendere da John Howard, I duca di Norfolk. Attraverso sua madre Elizabeth Bowes-Lyon, discende due volte dal quarto Duca e quattro volte dal secondo duca. I suoi nipoti discendono 34 volte dal primo Duca.

## Elenco titoli nobiliari
- Duca di Norfolk dal 1483;
- Conte di Suffolk dal 1603;
- Conte di Carlisle dal 1661;
- Conte di Effingham dal 1554;
- Conte di Berkshire dal 1626;
- Conte di Arundel dal 1580.

## Albero genealogico degli Howard, duchi di Norfolk
Il seguente albero genealogico degli Howard duchi di Norfolk mostra la loro discendenza dal re Edoardo I d'Inghilterra. discendenze dai plantageneti.
Nota: Edoardo II d'Inghilterra nacque dal primo matrimonio di Edoardo I con Eleonora di Castiglia e non dal secondo matrimonio con Margherita di Francia.